# 266P/Christensen
266P/Christensen est une comète périodique du système solaire, découverte le 27 octobre 2006 par Eric J. Christensen. Elle pourrait être à l'origine du Signal Wow! détecté en 1977,même si cette hypothèse est largement remise en question depuis. 